# Eugeniusz Miastkowski
Eugeniusz Miastkowski (ur. 24 grudnia 1956 w Rogowie) – polski żużlowiec.
Z zawodu technik ślusarz, pracował w toruńskiej firmie BUMA-TOR jako ślusarz remontowy. Uprawiał kulturystykę. Licencję żużlową zdobył w 1974 r. W 1976 r. pojawił się w składzie beniaminka z Torunia. Jednak postanowił na dwa sezony wrócić do przyjacielskiego klubu – GSŻ-u Grudziądz. W 1979 r. powrócił do Apatora. Jeździł w toruńskiej drużynie do 1991, kiedy zakończył karierę.
Czterokrotny medalista drużynowych mistrzostw Polski (złoty: 1986, 1990 oraz brązowy: 1983, 1991). Drużynowy młodzieżowy wicemistrz Polski (1979).